# Pingasa floridensis
Pingasa floridensis là một loài bướm đêm trong họ Geometridae.